# Onda acústica
As ondas acústicas são um tipo de propagação de energia através de um meio de compressão adiabática e descompressão. Quantidades importantes para descrever as ondas acústicas são pressão acústica, velocidade das partículas, deslocamento das partículas e intensidade acústica.  As ondas acústicas viajam com uma velocidade acústica característica que depende do meio pelo qual estão passando. Alguns exemplos de ondas acústicas são o som audível de um alto-falante (ondas que viajam pelo ar na velocidade do som), o movimento do solo por um terremoto (ondas que viajam pela terra) ou o ultrassom usado para imagens médicas (ondas que viajam pelo corpo).

## Propriedades das ondas
Ondas acústicas são ondas elásticas que exibem fenômenos como difração, reflexão e interferência. Observe que as ondas sonoras no ar, no entanto, não possuem polarização, pois oscilam na mesma direção em que se movem. Ondas acústicas de grande amplitude, lançadas por pulsos de laser ultracurtos, podem manipular dinamicamente a resposta óptica dos semicondutores.